# Championnats d'Océanie d'athlétisme 2006
Navigation
Townsville 2004 Saipan 2008
Les 8es championnats d'Océanie d'athlétisme ont eu lieu du 12 au 16 décembre 2006 à Apia, capitale des Samoa, sous l'égide de l'Oceania Athletics Association.

## Résultats

### Hommes
| Épreuves                     | Or                                                                            | Argent                                                                           | Bronze                                                              |
| ---------------------------- | ----------------------------------------------------------------------------- | -------------------------------------------------------------------------------- | ------------------------------------------------------------------- |
| 100 m Vent : - 0,3 m/s       | Henry Ben 10 s 75                                                             | Moses Kamut 10 s 82                                                              | Wally Kirika 10 s 82                                                |
| 200 m Vent : + 1,6 m/s       | Nor Tuccandidgee 21 s 65                                                      | Moses Kamut 21 s 73                                                              | Daniel Natusch 21 s 85                                              |
| 400 m                        | Sam Rapson 48 s 03                                                            | Chris Walasi 48 s 62                                                             | Fabian Niulai 49 s 16                                               |
| 800 m                        | Aunese Curreen 1 min 52 s 65                                                  | Isi Naikelekelevesi 1 min 55 s 30                                                | Arnold Sorina 1 min 55 s 57                                         |
| 1 500 m                      | Aunese Curreen 4 min 04 s 09                                                  | Anthony McCourt 4 min 05 s 54                                                    | Derek Mandell 4 min 06 s 35                                         |
| 5 000 m                      | Brendan Whelan 16 min 01 s 87                                                 | Derek Mandell 16 min 18 s 93                                                     | Lavi Sam 16 min 44 s 24                                             |
| Cross (6 km)                 | Om Halliday 26 min 48 s                                                       | Brendan Whelan 27 min 07 s                                                       | Derek Mandell 27 min 12 s                                           |
| Semi-marathon                | Brendan Whelan 1 h 12 min 40 s                                                | Sapolai Yao 1 h 14 min 48 s                                                      | Philip Nausien 1 h 16 min 57 s                                      |
| 110 m haies Vent : - 0,9 m/s | Mowen Boino 15 s 02                                                           | Avele Taneliu 15 s 10                                                            | 'Inoke Finau 16 s 72                                                |
| 400 m haies                  | Mowen Boino 51 s 62                                                           | Wala Gime 53 s 17                                                                | Nick Kalivati 53 s 70                                               |
| 3 000 m steeple              | Tim Hodge 9 min 34 s 59                                                       | Sapolai Yao 9 min 49 s 56                                                        | Om Halliday 9 min 55 s 16                                           |
| 4 × 100 m                    | Fidji Matawesi Telawa Jone Wainiqolo Gabirieli Muatavola Filipo Delai 41 s 73 | Papouasie-Nouvelle-Guinée Fabian Niulai Wally Kirika Henry Ben Anton Lui 42 s 01 | Australie Lars Hansen Otis Gowa Nor Tuccandidgee Daley Duan 42 s 11 |
| Saut en hauteur              | Billy Crayford 2,07 m                                                         | Joshua Hall 2,07 m                                                               | Rajendra Prasad 1,95 m                                              |
| Saut en longueur             | Daniel Natusch 7,14 m                                                         | Jay Stone 6,88 m                                                                 | Nathanie Franklin 6,84 m                                            |
| Triple saut                  | Charles Nicholson 13,56 m                                                     | Kuripitone Betham 13,38 m                                                        | Burayeta Yeeting 13,30 m                                            |
| Lancer du poids              | Stephen Lasei 14,39 m                                                         | Justin Andre 13,76 m                                                             | Tim Rozborski 13,18 m                                               |
| Lancer du disque             | Stephen Lasei 45,75 m                                                         | Marshall Hall 43,48 m                                                            | Jerrod Avegalio 43,14 m                                             |
| Lancer du marteau            | Justin Andre 50,03 m                                                          | Brennt Jones 49,25 m                                                             | Gilles Valdenaire 41,02 m                                           |
| Lancer du javelot            | Leslie Copeland 67,28 m                                                       | Victor Dao 59,15 m                                                               | Jerrod Avegalio 52,13 m                                             |
| Octathlon                    | Nathan Baart 5 131 pts                                                        | Rabangaki Nawai 4 992 pts                                                        | 'Inoke Finau 4 311 pts                                              |

### Femmes
| Épreuves                     | Or                                                                                    | Argent                                                                    | Bronze                                                                           |
| ---------------------------- | ------------------------------------------------------------------------------------- | ------------------------------------------------------------------------- | -------------------------------------------------------------------------------- |
| 100 m Vent : + 0,2 m/s       | Mae Koime 11 s 79                                                                     | Toea Wisil 12 s 03                                                        | Latai Sikuvea 12 s 28                                                            |
| 200 m Vent : + 0,8 m/s       | Monique Williams 23 s 72                                                              | Mae Koime 24 s 29                                                         | Toea Wisil 24 s 53                                                               |
| 400 m                        | Monique Williams 55 s 21                                                              | Toea Wisil 56 s 75                                                        | Betty Burua 57 s 26                                                              |
| 800 m                        | Betty Burua 2 min 18 s 35                                                             | Cecil Kumalalamene 2 min 19 s 05                                          | Salome Dell 2 min 21 s 68                                                        |
| 1 500 m                      | Lucy van Dalen 4 min 40 s 64                                                          | Non attribuées                                                            | Non attribuées                                                                   |
| 5 000 m                      | Holly van Dalen 18 min 27 s 90                                                        | Faye Ondelacy 23 min 19 s 45                                              | Non attribuée                                                                    |
| Semi-marathon                | Faye Ondelacy 1 h 19 min 35 s                                                         | Patricia Gauquelin 1 h 52 min 52 s                                        | Non attribuée                                                                    |
| 110 m haies Vent : - 1,2 m/s | Terani Fanemiro 16 s 08                                                               | Monique Lafaialii 18 s 66                                                 | Melina Matalai 20 s 91                                                           |
| 400 m haies                  | Chloe Butler 1 min 03 s 37                                                            | Alyssa Taylor 1 min 06 s 47                                               | Gemma Radford 1 min 07 s37                                                       |
| 4 × 100 m                    | Papouasie-Nouvelle-Guinée Betty Burua Mae Koime Cecil Kumalalamene Toea Wisil 48 s 30 | Australie Sarah Busby Sarah Mackaway Bessie Hayes Jennifer Tagney 48 s 64 | Nouvelle-Zélande Gemma Radford Nicola Hely Nneka Okpala Monique Williams 48 s 94 |
| Saut en hauteur              | Marissa Pritchard 1,70 m                                                              | Casey Narrier 1,70 m                                                      | Véronique Boyer 1,61 m                                                           |
| Saut en longueur             | Soko Salaniqiqi 5,59 m                                                                | Terani Fanemiro 5,51 m                                                    | Margaret Teiti 5,18 m                                                            |
| Triple saut                  | Nneka Okpala 12,29 m                                                                  | Marissa Pritchard 11,69 m                                                 | Soko Salaniqiqi 11,66 m                                                          |
| Lancer du poids              | Ana Po'uhila 16,57 m                                                                  | Tereapii Tapoki 14,81 m                                                   | Margaret Satupai 14,41 m                                                         |
| Lancer du disque             | Tereapii Tapoki 52,83 m                                                               | Ana Po'uhila 52,48 m                                                      | Margaret Satupai 43,72 m                                                         |
| Lancer du marteau            | Jess Charlesworth 43,70 m                                                             | Siniva Marsters 41,51 m                                                   | Anna Harvey 38,64 m                                                              |
| Lancer du javelot            | Tereapii Tapoki 45,85 m                                                               | Tammy Baart 40,40 m                                                       | Vanessa Wanai 36,32 m                                                            |

## Table des médailles
| Rang | Nation                    | Or | Argent | Bronze | Total |
| ---- | ------------------------- | -- | ------ | ------ | ----- |
| 1    | Nouvelle-Zélande          | 12 | 2      | 5      | 19    |
| 2    | Papouasie-Nouvelle-Guinée | 6  | 9      | 5      | 20    |
| 3    | Australie                 | 6  | 8      | 3      | 17    |
| 4    | Samoa                     | 4  | 3      | 3      | 10    |
| 5    | Fidji                     | 3  | 1      | 2      | 6     |
| 6    | Îles Cook                 | 2  | 2      | 0      | 4     |
| 7    | Polynésie française       | 1  | 2      | 3      | 6     |
| 7    | Guam                      | 1  | 2      | 3      | 6     |
| 9    | Tonga                     | 1  | 1      | 3      | 5     |
| 10   | Samoa américaines         | 1  | 1      | 2      | 4     |
| 11   | Vanuatu                   | 0  | 2      | 3      | 5     |
| 12   | Kiribati                  | 0  | 1      | 1      | 2     |
| 13   | Îles Salomon              | 0  | 1      | 0      | 1     |
| 13   | Nouvelle-Calédonie        | 0  | 1      | 0      | 1     |
| 13   | Norfolk                   | 0  | 1      | 0      | 1     |